# Saison 1902 de la Juventus FC
Maillots
Chronologie
Saison précédente Saison suivante
La saison 1902 du Foot-Ball Club Juventus est la troisième saison officielle du club de son histoire, créé cinq ans plus tôt en 1897.
Le club de la ville de Turin dispute donc cette année la 5e édition du championnat d'Italie, dans le groupe régional du Piémont.

## Historique
C'est au printemps 1902 que la saison du club débute, avec Carlo Favale comme président. La Vieille Dame, composé toujours presque exclusivement de joueurs universitaires comme les années précédentes, possède un effectif presque inchangé par rapport à la saison 1901.
Le club décide de se doter d'un nouveau maillot lors de cette saison, et de changer leur maillot rose. La direction demandera à un joueur anglais du club, John Savage, s'il pouvait les aider. Il avait un ami à Nottingham, supporter du Notts County Football Club qui enverra à Turin une livraison de maillots identiques à ceux de Notts, les fameux maillots à rayures noires et blanches, toujours utilisés par le club,. Ce nouvel équipement fut perçu comme un symbole de « simplicité, d'austérité, d'agressivité et surtout, de pouvoir ».

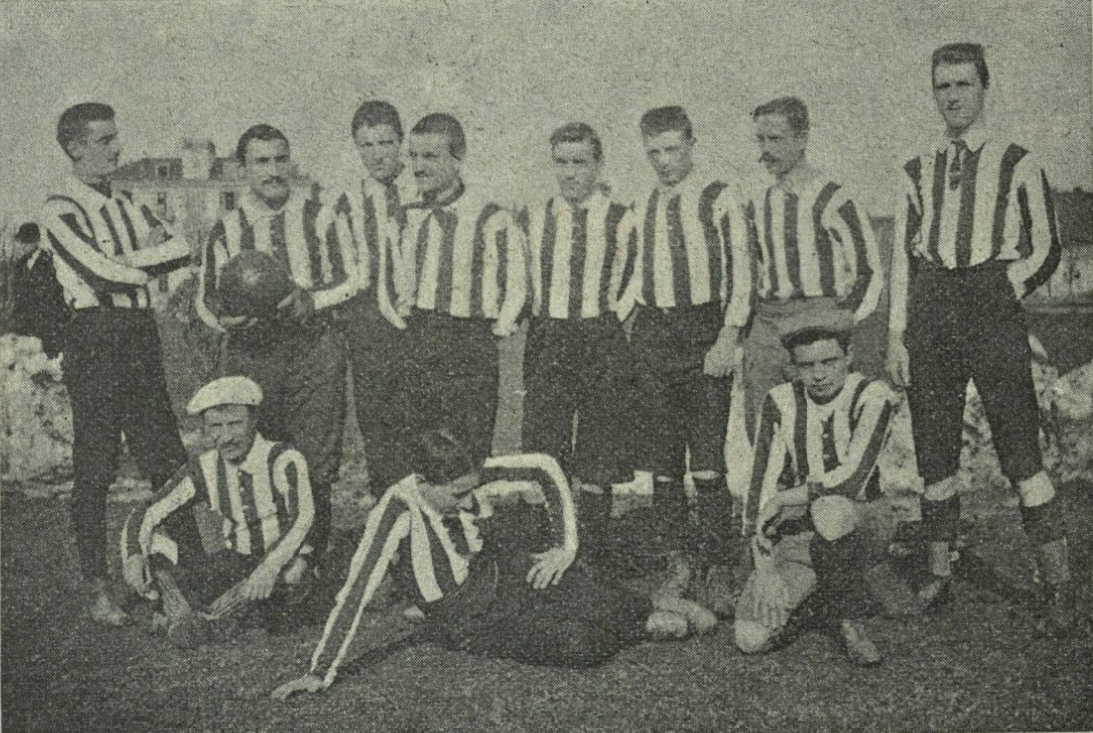
Les joueurs bianconeri durant le Championnat d'Italie 1902.

Le club s'inscrit dans le groupe des éliminatoires du Piémont avec trois autres équipes turinoises (FC Torinese, l'Audace Torino et la Reale Società Ginnastica Torino), incluses dans le Campionato Federale 1902
C'est donc au mois de mars que commence ce cinquième Campionato Federale (ancêtre de la Serie A), où le vainqueur du groupe piémontais rencontrera en demi-finale le vainqueur du groupe Lombardie-Ligurie, qui lui-même rencontrera en finale le tenant du titre, à savoir le Milan Cricket and Foot-Ball Club.
Les Juventini commencent leur saison le 2 mars 1902 à l'extérieur contre le FC Torinese où la partie se solde par un match nul 1-1.
Une semaine plus tard le 9 mars, ils s'illustrent à domicile au Campo Piazza d'Armi face à l'Audace Torino avec une victoire écrasante par 6 à 0 (il s'agit de la plus grosse victoire en match officiel depuis la création du club).
Lors de la 3e journée, la Juve remporte le match 2-0 par forfait sur tapis vert contre la Ginnastica Torino.
Avec donc 5 points en trois matchs, ils se retrouvent à égalité avec le FC Torinese, également avec un ratio de deux victoires (dont une par forfait) et un match nul.
Les deux clubs, doivent s'affronter lors d'un match de barrage, qui aura lieu le dimanche 23 mars 1902 et dans lequel le FC Torinese s'imposera par 4 buts à 1.
Les Bianconeri sont donc éliminés du championnat mais remportent par la suite pour la troisième année consécutive la Coppa del Ministero della Pubblica Istruzione (Coupe du ministère de l'instruction publique).
Durant l'automne, la Juventus participe à la Coppa Città di Torino (Coupe de la ville de Turin), important tournoi de l'époque disputé alors au Velodromo Umberto I. Le nouveau président du club, Giacomo Parvopassu, s'investit de plus en plus dans le club, et pense pouvoir remporter enfin le championnat dans les prochaines saisons.
Le 24 octobre, le club joue la demi-finale contre l'Audace et s'impose à nouveau (trois buts inscrits en première mi-temps, avec une nette supériorité selon les chroniques des journalistes de l'époque), après les avoir déjà battus huit mois avant en championnat.
C'est le 2 novembre que se joue la finale contre le Milan Cricket and Foot-Ball Club, avec une Juventus alignant un effectif composé de Luigi Durante, Gioacchino Armano I, Hugo Muetzell, Carlo Vittorio Varetti, Giovanni Goccione, Domenico Donna, Alfredo Ferraris, Luigi Forlano, Enrico Canfari et Umberto Malvano. À la 90e minute, le score reste à 2-2, puis à 3-3 après la fin du match. L'arbitre décide donc d'instaurer le but en or, malgré le désaccord des joueurs milanais qui abandonneront, donnant la victoire à la Juventus.

## Déroulement de la saison

### Résultats en championnat

#### Éliminatoires du Piémont
| dimanche 2 mars 1902 1re journée | FBC Torinese   | 1 - 1 | Juventus       | Turin Arbitre : Franzi |
| dimanche 2 mars 1902 1re journée | Buteur inconnu |       | Buteur inconnu | Turin Arbitre : Franzi |

| dimanche 9 mars 1902 2e journée | Juventus         | 6 - 0 | Audace Torino | Campo Piazza d'Armi, Turin 14h00 |
| dimanche 9 mars 1902 2e journée | Buteurs inconnus |       |               | Campo Piazza d'Armi, Turin 14h00 |

| dimanche 9 mars 1902 3e journée | Juventus | 2 - 0 victoire par forfait | Ginnastica Torino | Campo Piazza d'Armi, Turin |
| dimanche 9 mars 1902 3e journée |          |                            |                   | Campo Piazza d'Armi, Turin |

##### Classement
|  |    | Éliminatoires Piémont | Pts | MJ | V | N | D | BP | BC | Dif |
|  | -- | --------------------- | --- | -- | - | - | - | -- | -- | --- |
|  | 1. | FBC Torinese          | 5   | 3  | 2 | 1 | 0 | 5  | 1  | +4  |
|  | 2. | Juventus              | 5   | 3  | 2 | 1 | 0 | 9  | 1  | +8  |
|  | 3. | Audace Torino         | 2   | 3  | 1 | 0 | 2 | 5  | 10 | -5  |

- Match de barrage

| dimanche 23 mars 1902 | Juventus         | 1 - 4 | FC Torinese    | Campo Piazza d'Armi, Turin |
| dimanche 23 mars 1902 | Buteurs inconnus |       | Buteur inconnu | Campo Piazza d'Armi, Turin |

### Matchs amicaux
| vendredi 21 février 1902 | Juventus         | 3 - 2 | FBC Torinese     |  |
| vendredi 21 février 1902 | Buteurs inconnus |       | Buteurs inconnus |  |

| dimanche 17 août 1902 | San Pier d'Arena | 16 - 6 | Juventus         |  |
| dimanche 17 août 1902 | Buteurs inconnus |        | Buteurs inconnus |  |

#### Coppa Ministero Pubblica Istruzione
| dimanche 20 avril 1902 | Juventus         | 5 - 0 | Milan |  |
| dimanche 20 avril 1902 | Buteurs inconnus |       |       |  |

#### Trofeo Città di Saluzzo
| mercredi 10 septembre 1902 | Juventus       | 1 - 0 | Audace Torino | Turin |
| mercredi 10 septembre 1902 | Buteur inconnu |       |               | Turin |

#### Torneo Città di Torino
| dimanche 5 octobre 1902 | Juventus | score inconnu | Audace Torino | Turin |
| dimanche 5 octobre 1902 |          |               |               | Turin |

| dimanche 26 octobre 1902 | Audace Torino | 0 - 3            | Juventus | Turin |
| dimanche 26 octobre 1902 |               | Buteurs inconnus |          | Turin |

| dimanche 2 novembre 1902 | Juventus         | 3 - 3 | Milan            | Turin |
| dimanche 2 novembre 1902 | Buteurs inconnus |       | Buteurs inconnus | Turin |

## Effectif du club
Effectif des joueurs du Foot-Ball Club Juventus lors de la saison 1902.